# 甲爪基九羰基三钴
甲爪基九羰基三钴是一种有机钴化合物，化学式为HCCo3(CO)9，它是一种含有甲炔配体的金属羰基簇，具有C3v对称性。它是紫色固体，对空气稳定，可溶于一些有机溶剂，难溶于水。
它可由八羰基二钴和三溴甲烷的反应制得，反应中一部分钴转化为了溴化钴。该反应的理想化方程式为：
9 Co2(CO)8  +  4 CHBr3   →   4 HCCo3(CO)9  +  36 CO  +  6 CoBr2
它的很多类似物是已知的，如苄爪基、胂爪基和氯代甲爪基的衍生物是已知的（C6H5CH2CCo3(CO)9， AsCo3(CO)9和ClCCo3(CO)9）。一些衍生物可用于氢甲酰化反应的催化剂。
其结构经X射线单晶衍射表征，分子中Co-Co键的键长接近2.48 Å。它在结构上与十二羰基四钴相似。